# Veljekset Keskinen

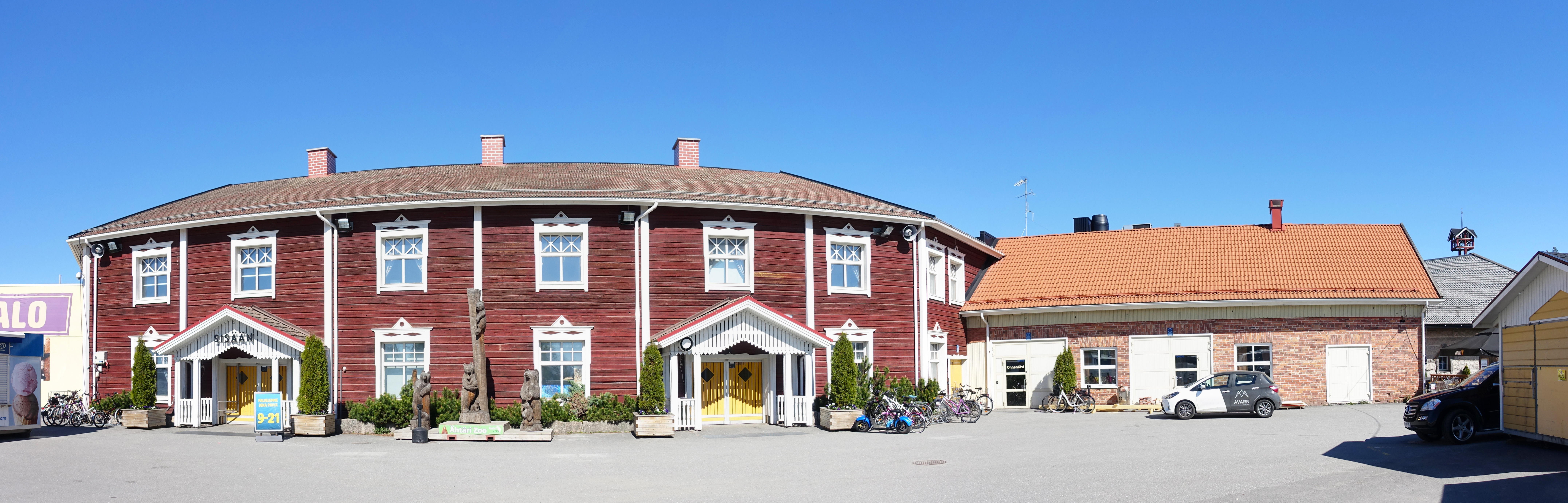
Veljekset Keskinen

Veljekset Keskinen (vertaald: Gebroeders Keskinen) is een warenhuis in Tuuri, Alavus, Finland.
Het warenhuis heeft meer dan 6 miljoen klanten per jaar en is het grootste warenhuis in Finland. Het complex met warenhuis, hotel, camping, benzinestation en restaurants is een toeristische attractie geworden.
Op de parkeerplaats van het warenhuis staat een groot hoefijzer, een verwijzing naar de naam van het dorp "Tuuri" dat geluk betekent  in het Fins. Het pand staat op nummer drie in de Reuters-lijst van 's werelds lelijkste gebouwen en monumenten. 

## Geschiedenis
In 1946 richtte Toivo Keskinen een permanente winkel op in Tuuri. In 1969 verhuisde de winkel naar de huidige locatie. In 1976 namen zijn zonen, Matti en Mikko Keskinen, zijn winkel over, waarna het bedrijf de naam Veljekset Keskinen Oy voerde. In 1986 verkocht Mikko Keskinen zijn aandeel in het warenhuis aan zijn broer Mati. Mati's zoon Vesa Keskinen kwam in 1987 in het bedrijf werken en nam in 1994 de rol van CEO op zich. In 2019 had de ondernemig een omzet van ruim € 106 miljoen.   